# Ukraiński Komitet Narodowy
Ukraiński Komitet Narodowy (ukr. Український Національний Комітет) – struktura ukonstytuowana 17 marca 1945 w Weimarze, oficjalnie uznana wyłącznie przez III Rzeszę za jedyną suwerenną reprezentację narodu Ukrainy – z prawami eksterytorialnymi, prawem wydawania aktów i dokumentów, prawem zwierzchnictwa nad Ukraińską Armią Narodową pod sztandarem i symbolami narodowymi Ukrainy i prawem organizacji jej jednostek z indywidualnych ochotników i oddziałów ukraińskich sformowanych do tej pory po stronie niemieckiej.

## Geneza
Jesienią 1944 r. sytuacja militarna III Rzeszy pogorszyła się na tyle, że nawet Himmler poczuł się zmuszony do zmiany stanowiska wobec słowiańskich podludzi. W tzw. formacjach ochotniczych (niem. Freiwillige lub Hilfswillige) u boku wojsk niemieckich służyło wówczas około 800 tys. ludzi – przeważnie Rosjan, Ukraińców (ok. 200 tys. ludzi – tzw. Ukraińska Armia Wyzwoleńcza (Ukrainske Vyzvolne Vijsko)), Kozaków dońskich i kubańskich, a także innych mniejszych narodowości (Gruzini, Azerowie, Turkmeni i.in.). Kategoryczny zakaz Hitlera uniemożliwiał tworzenie z nich jednostek większych od batalionu.
Himmler, po zamachu na Hitlera – dowódca Armii Rezerwowej, podjął decyzję o utworzeniu Sił Zbrojnych Komitetu Wyzwolenia Narodów Rosji w sile dwóch dywizji i zgodził się na utworzenie politycznej reprezentacji Rosji. W konsekwencji 14 listopada 1944 r. został utworzony w Pradze Komitet Wyzwolenia Narodów Rosji (KONR), na którego czele stanął generał Andriej Własow. Jednocześnie Himmler wydał decyzję o uwolnieniu z obozu w Sachsenhausen internowanych tam ukraińskich działaczy nacjonalistycznych – Stepana Bandery, Jarosława Stećki, Andrija Melnyka, Tarasa Bulby – Borowca, licząc na ich współpracę w stworzeniu ukraińskich jednostek wojskowych.
Przebywający w Berlinie prezydent Ukraińskiej Republiki Ludowej na emigracji Andrij Liwycki postanowił wykorzystać krytyczną sytuację III Rzeszy dla wymuszenia niemieckiej akceptacji dla stworzenia ukraińskiego podmiotu prawnego, któremu byłyby podporządkowane oddziały wojskowe złożone z Ukraińców (w pierwszym rzędzie dywizja SS-Hałyczyna) i który byłby stroną dla władz III Rzeszy w znaczeniu prawa międzynarodowego, a w konsekwencji również dla aliantów zachodnich.
Liwycki, reprezentujący petlurowców i inne emigracyjne ugrupowania ukraińskie (OUN(B)), OUN(M), tzw. hetmańcy (zwolennicy hetmana Pawło Skoropadskiego) kategorycznie odrzucali możliwość podporządkowania się inicjatywie Himmlera – KONR. Mieli oparcie w resztkach opozycji antyhitlerowskiej w Wehrmachcie pozostałych po czystce po zamachu na Hitlera (admirał Erich Raeder), urzędnikach Auswärtiges Amt (MSZ Niemiec – sekretarz stanu Adolf Steengracht) i niektórych dygnitarzach NSDAP, próbujących zabezpieczyć swoje istnienie po przegranej wojnie (Alfred Rosenberg).
Strona niemiecka do końca liczyła na możliwość odrębnego zawieszenia broni na froncie zachodnim i traktowała współpracę z Ukraińcami jako potencjalny atut negocjacyjny. Ukraińcy w obliczu klęski Niemiec chcieli uratować żołnierzy ukraińskich w formacjach pomocniczych (pozbawionych ochrony prawnej) i emigrantów ukraińskich na terenie Niemiec przed wydaniem Rosji Sowieckiej, co oznaczałoby dla nich śmierć, lub praktycznie jej równoważny pobyt w obozach koncentracyjnych Gułagu. Podporządkowanie oddziałów złożonych z Ukraińców KONR – inicjatywie Własowa – Himmlera uniemożliwiało faktycznie jakikolwiek manewr polityczny wobec aliantów zachodnich.
Liwycki niezwłocznie po powołaniu KONR zwrócił się wobec powyższego do Pawło Szandruka – najwyższego rangą oficera armii Ukraińskiej Republiki Ludowej o przyjazd do Berlina i zgodę na objęcie kierownictwa niezależnego od rządu URL ciała, które przejmie władzę suwerenną nad istniejącymi jednostkami wojskowymi złożonymi z Ukraińców, podporządkowanymi dotąd bezpośrednio Niemcom. Szandruk po przybyciu do Berlina i rozmowie z Liwyckim wyraził zgodę na przyjęcie na siebie odpowiedzialności za żołnierzy ukraińskich i rozpoczął negocjacje zarówno z Niemcami – co do statusu prawnego i faktycznego Ukraińskiego Komitetu Narodowego i warunków jego powołania, jak i z działaczami ukraińskich ugrupowań politycznych (Stepan Bandera, Andrij Melnyk, Pawło Skoropadski, Wołodymyr Kubijowycz i in.) co do formuły organizacyjnej i politycznej Komitetu. Szandruk zażądał (i uzyskał) od partnerów ukraińskich wyłączności na prowadzenie rokowań z Niemcami i powstrzymania się przez polityków ukraińskich od jakichkolwiek samodzielnych działań, czy oświadczeń, które mogłyby być interpretowane przez aliantów zachodnich jako kolaboracja z III Rzeszą.
Wobec strony niemieckiej Szandruk sformułował kategoryczne żądanie, że ewentualny Ukraiński Komitet Narodowy nie będzie częścią Komitetu Wyzwolenia Narodów Rosji pod przewodnictwem Andrieja Własowa, ale suwerenną ukraińską reprezentacją i nie może być mowy o jakimkolwiek, nawet symbolicznym zwierzchnictwie KONR i Własowa nad UKN i armią ukraińską mającą mu podlegać. Wobec twardego stanowiska Szandruka rozmowy ukraińsko-niemieckie do końca lutego 1945 r. znalazły się w impasie.
Ukraińskie ugrupowania polityczne na emigracji (petlurowcy – Andrij Liwycki, OUN (B) – Stepan Bandera, OUN (M) – Andrij Melnyk i hetmańcy – gen. Pawło Skoropadski) omawiały tymczasem formułę organizacyjną Komitetu. W grudniu 1944 r., gdy rozpoczęły się konsultacje w tym zakresie trwała ostatnia ofensywa niemiecka na froncie zachodnim – w Ardenach. Jej celem politycznym było doprowadzenie przez III Rzeszę do separatystycznego zawieszenia broni na froncie zachodnim, po zadaniu aliantom zachodnim dotkliwych strat ludzkich. Politycy ukraińscy rozważali wówczas bezpośredni udział swych ugrupowań w Komitecie – namiastce rządu Ukrainy, który byłby partnerem negocjacyjnym w przypadku separatystycznego zawieszenia broni na Zachodzie.
Wobec załamania się pod koniec grudnia 1944 ofensywy niemieckiej w Ardenach, rozpoczęcia 12 stycznia 1945 zimowej ofensywy Armii Czerwonej, która doprowadziła do załamania niemieckiego frontu wschodniego i dotarcia Armii Czerwonej do Kostrzyna nad Odrą (i utworzenia przyczółku na zachodnim brzegu Odry w odległości 80 km od Berlina), ostateczna i totalna klęska III Rzeszy była już nieunikniona i oczywista dla wszystkich. W takiej sytuacji stronnictwa ukraińskie zdecydowały wykorzystać negocjacje z Niemcami w sprawie utworzenia UKN wyłącznie jako instrument ratowania żołnierzy ukraińskich. Ostatecznie formułę Ukraińskiego Komitetu Narodowego zaproponowano bez udziału emigracyjnych ukraińskich stronnictw politycznych – na zasadzie terytorialnej (stara emigracja, Galicja, Ukraina sowiecka, nowa emigracja) jako reprezentację społeczności ukraińskiej – faktycznie jako prawną protezę dla przejęcia dowództwa nad oddziałami ukraińskimi przez generała Szandruka i uwolnienie ich od zwierzchnictwa prawnego i decyzyjnego III Rzeszy. Nieprzejednane stanowisko negocjacyjne Niemców w okresie grudzień 1944 – luty 1945 umożliwiło w ten sposób uzyskanie przez Ukraińców koncesji politycznych bez zaciągania własnych zobowiązań politycznych wobec III Rzeszy.

## Powstanie, skład, działalność
W końcu lutego 1945 roku Niemcy zdecydowali się wreszcie przyjąć przedstawione w formie ultymatywnej warunki generała Pawło Szandruka co do statusu prawnego i faktycznego Ukraińskiego Komitetu Narodowego.
15 marca 1945 w gmachu Auswärtiges Amt w Berlinie Sekretarz Stanu Rzeszy Adolf Steengracht wręczył generałowi Pawło Szandrukowi akt uznania Ukraińskiego Komitetu Narodowego za jedyny podmiot prawa międzynarodowego reprezentujący naród ukraiński wobec Niemiec.
17 marca 1945 odbyło się w Weimarze pierwsze – i jedyne posiedzenie Ukraińskiego Komitetu Narodowego. Jego oficjalny skład stanowiły cztery osoby:
- Pawło Szandruk – przewodniczący (stara emigracja, URL)
- Wołodymyr Kubijowycz – wiceprzewodniczący (zachodnia Ukraina)
- Petro Tereszczenko – sekretarz Komitetu (inżynier, stara emigracja)
- Ołeksandr Semenenko – członek Komitetu (prawnik, Ukraina sowiecka)

Komitet ogłosił 17 marca 1945 Deklarację Ukraińskiego Komitetu Narodowego, w której obwieszczał w imieniu społeczności ukraińskiej żyjącej w Niemczech o objęciu opieką prawną wszystkich obywateli Ukrainy w Niemczech, o powołaniu Ukraińskiej Armii Narodowej i poddaniu jej komendzie generała Pawło Szandruka.
Komitet przekazał wszystkie swoje pełnomocnictwa jednoosobowo Pawło Szandrukowi, jako przewodniczącemu Komitetu i naczelnemu dowódcy Ukraińskiej Armii Narodowej. Po zamknięciu posiedzenia cywilni członkowie komitetu wyjechali na zachód, chcąc znaleźć się w strefie okupacyjnej aliantów zachodnich. Pawło Szandruk rozpoczął natomiast wydobywanie jednostek ukraińskich spod komendy niemieckiej i wcielanie ich w skład Ukraińskiej Armii Narodowej.
Po rozpoczęciu w połowie kwietnia 1945 berlińskiej ofensywy Armii Czerwonej jedyne biuro UKN w Berlinie zostało zlikwidowane (pracownicy zostali zwolnieni i ewakuowali się do Bawarii) zaś sam Komitet zakończył jakąkolwiek działalność.
Ukraińskiego Komitetu Narodowego (1945) nie należy utożsamiać ani z Ukraińskim Komitetem Narodowym (1941), ani z Ukraińskim Komitetem Centralnym z siedzibą w Krakowie (1939-1945).